# David Lang
David Lang, né le 8 janvier 1957 à Los Angeles, est un compositeur américain de musique minimaliste.

## Biographie
Diplômé de l'université Stanford, de l'université de l'Iowa et de l'université Yale, il a eu pour professeurs Jacob Druckman, Hans Werner Henze et Martin Bresnick.
Son œuvre Are You Experienced (composée en 1987), inspirée de l'œuvre éponyme de Jimi Hendrix, mêle un narrateur, un orchestre réduit et un tuba électrique pour décrire les états d'âme d'une personne qui s'est pris un fort coup derrière la tête. Son goût des titres iconoclastes se manifeste également dans Eating Living Monkeys (Manger des singes vivants, 1985) et Bonehead (Crétin, 1990).
En 1987, il cofonde, avec Julia Wolfe et Michael Gordon l'organisation Bang on a Can, active dans la commandite et la promotion de musique contemporaine.
Il a participé à l'orchestration du Kronos Quartet pour la musique du film Requiem for a Dream et pour le même ensemble, il a composé en 1999 l'opéra The Difficulty of Crossing a Field, d'après une nouvelle d'Ambrose Bierce. David Lang a également collaboré avec le monde de la danse contemporaine en composant la musique du spectacle Amelia pour la compagnie La La La Human Steps d'Édouard Lock. Il a écrit World to Come (2003) pour la violoncelliste Maya Beiser, pièce qui a notamment inspiré en partie à son ami Steve Reich la composition de WTC 9/11 en 2010.
Il a reçu en 2008 le Prix Pulitzer de musique pour La Passion de la Petite Fille aux allumettes, inspirée du conte de Hans Christian Andersen et de La Passion selon saint Matthieu de Jean-Sébastien Bach.
Le 13 août 2016, son œuvre The public domain, commandée à l'occasion du 50e anniversaire du festival Mostly Mozart de New York, est créée sur la Lincoln Center Plaza par un millier de choristes sous la direction du chef anglais Simon Halsey.

## Enregistrements
- 1987 : Are You Experienced
- 1993 : Cheating, Lying, Stealing
- 2001 : The Passing Measures
- 2001 : I lie
- 2002 : The So-Called Laws of the Nature
- 2003 : Child
- 2003 : World to Come
- 2005 : Elevated
- 2008 : Pierced
- 2008 : The Little Match Girl Passion
- 2011 : This Was Written By Hand
- 2013 : Death Speaks
- 2014 : Love Fail
- 2014 : just (after song of songs), 13'
- 2015 : The Difficulty of Crossing a Field
- 2016 : The National
- 2022 : The writings

## Filmographie

### Cinéma
- 2009 : (Untitled) de Jonathan Parker
- 2015 : Youth (La giovinezza) de Paolo Sorrentino
- 2017 : Wildlife - Une saison ardente (Wildlife) de Paul Dano

### Télévision
- 2003 : Amelia d'Édouard Lock
- 2010 : The Woodmans de Scott Willis (documentaire)
- 2010 : Labyrinth Within de Pontus Lidberg (court métrage)
- 2013 : Stop de William Cusick (court métrage)

## Récompense
- David di Donatello 2016 : Meilleure musique pour Youth